# Корнеев, Николай Михайлович
Николай Михайлович Корнеев — советский конструктор, лауреат премий.

## Биография
Родился в 1928 году в селе Троекурово. Член КПСС.
До 1951 — ученик слесаря, токарь на оборонных заводах города Москвы.
Окончил Московский автомеханический завод.
В 1951—1959 — старший техник, старший инженер-конструктор КБОМ.
В 1959—1963 — начальник отдела КБОМ.
В 1963—2008 — заместитель главного конструктора, первый заместитель главного конструктора, заместитель начальника КБОМ
Член Совета главных конструкторов (1960—1966).
Лауреат Ленинской (1967) и Государственной (1985) премий СССР.
Указом Президента РФ № 39 от 15 января 1998 года награждён Орденом За заслуги перед Отечеством IV степени.
Умер в 2019 году в Москве.

## Награды
- Орден Ленина
- Орден Октябрьской Революции
- Орден Трудового Красного Знамени